# Reano
Reano là một đô thị ở tỉnh Torino trong vùng Piedmont, có vị trí cách khoảng 20 km về phía tây của Torino, nước Ý. Tại thời điểm ngày 31 tháng 12 năm 2004, đô thị này có dân số 1.510 người và diện tích là 6,6 km².
Reano giáp các đô thị: Avigliana, Rosta, Buttigliera Alta, Villarbasse, Trana, và Sangano.